# التهاب البروستاتا عديم الأعراض
التهاب البروستاتا الالتهابي عديم الأعراض هو التهاب غير مؤلم في غدة البروستاتا حيث لا يوجد دليل على وجود عدوى. يجب تمييزه عن الفئات الأخرى من التهاب البروستاتا التي تتميز إما بألم الحوض أو دليل على وجود عدوى، مثل التهاب البروستاتا الجرثومي المزمن والتهاب البروستاتا الجرثومي الحاد ومتلازمة آلام الحوض المزمنة (CPPS). وهو اكتشاف شائع لدى الرجال المصابين بتضخم البروستاتا الحميد.

## العلامات والأعراض
لا يعاني المريض من شكاوى آلام الجهاز البولي التناسلي، ولكن يتم ملاحظة كثرة الكريات البيضاء، عادةً أثناء تقييم حالات طبية أخرى.

## التشخيص
يتم التشخيص من خلال اختبارات السائل المنوي، أو إفرازات البروستاتا المعبر عنها (EPS)، أو أنسجة البروستاتا التي تكشف عن الالتهاب في غياب الأعراض.

## العلاج
لا تتطلب هذه الحالة علاجًا. من المعتاد أن يخضع الرجال المصابون بالعقم والتهاب البروستاتا من الفئة الرابعة لتجربة المضادات الحيوية و/أو مضادات الالتهاب، على الرغم من ضعف الأدلة على فعاليتها.[نظرًا لأن علامات التهاب البروستاتا بدون أعراض قد ترتبط أحيانًا بسرطان البروستاتا، فيمكن معالجة ذلك من خلال الاختبارات التي تقيم نسبة PSA الحر إلى الإجمالي. كانت نتائج هذه الاختبارات مختلفة بشكل كبير في سرطان البروستاتا والتهاب البروستاتا من الفئة الرابعة في إحدى الدراسات.